# Выборы в Думу города Томска (2020)
Выборы депутатов Томскую городскую думу седьмого созыва прошли в Томске 13 сентября 2020 года в единый день голосования.
Выборы прошли по смешанной избирательной системе: из 37 депутатов 10 выберут по пропорциональной системе, ещё 27 — по мажоритарной системе. Для попадания в думу по партийным спискам партиям необходимо преодолеть 5 % барьер.
Явка составила 19,39 %

## Результаты[1]
| Партия | Партия              | по единому округу | по единому округу | по единому округу | по одно- мандатным округам | всего         | всего  |
| Партия | Партия              | Голоса            | %                 | Получено мест     | Получено мест              | Получено мест | %      |
| ------ | ------------------- | ----------------- | ----------------- | ----------------- | -------------------------- | ------------- | ------ |
|        | «Единая Россия»     |                   | 24,46 %           | 3                 | 8                          | 11            | 29.7 % |
|        | КПРФ                |                   | 17,54 %           | 2                 | 6                          | 8             | 21.6 % |
|        | Самовыдвижение      |                   |                   | 0                 | 7                          | 7             | 18.9 % |
|        | Справедливая Россия |                   | 11,19 %           | 1                 | 2                          | 3             | 8.1 %  |
|        | Яблоко              |                   | 9,34 %            | 1                 | 2                          | 3             | 8.1 %  |
|        | ЛДПР                |                   | 14,36 %           | 1                 | 1                          | 2             | 5.4 %  |
|        | Новые Люди          |                   | 15,02 %           | 1                 | 1                          | 2             | 5.4 %  |
|        | Партия Роста        |                   | 5,32 %            | 1                 | 0                          | 1             | 2.7 %  |

## Влияние Умного Голосования
На выборах в Думу выиграли 19 кандидатов, поддержанных Умным голосованием Алексея Навального, в их числе двое кандидатов из Штаба Навального — Ксения Фадеева и Андрей Фатеев.